# Elz ved Rhinen
Elz er en flod i  den tyske delstat Baden-Württemberg, og en af Rhinens bifloder med en længde på  90 km. Den har sit udspring i Schwarzwald, tæt på floden Bregs udspring (Breg er en biflod til Donau). Elz løber gennem Elzach, Waldkirch og Emmendingen før den munder ud i Rhinen nær Lahr. 

## Bifloder
- Dreisam
- Glotter
- Gutach

48°20′55″N 7°44′36″Ø / 48.3485°N 7.7433°Ø